# MetaTrader 4
MetaTrader 4, znan tudi kot MT4, je platforma za elektronsko trgovanje, ki jo pogosto uporabljajo spletni trgovci. Razvijalec je MetaQuotes Software. 
Programska oprema je sestavljena iz odjemalske in strežniške komponente. Strežniško komponento upravlja posrednik, odjemalska programska oprema pa je na voljo strankam posrednika, ki jo uporabljajo za ogled cen in grafikonov v realnem času, oddajo naročil in upravljanje svojih računov.
Odjemalec je aplikacija, ki temelji na sistemu Microsoft Windows. Čeprav ni uradne različice nekateri posredniki ponujajo svoje lastne razvite različice MT4 za Mac OS.
MetaTrader 4 je osredotočen na trgovanje z maržami. Nekatere velike borznoposredniške družbe uporabljajo MetaTrader 4 za trgovanje s CFD-ji, vendar še vedno ni namenjen stalnemu delu na borzi:
- ni mogoče oddati lastnega naročila na trgu, da bi ga lahko videli drugi trgovci;
- ni mogoče videti seznama naročil, ki obstajajo na trgu;
- ni mehanizmov za delo z opcijami;
- ni mogoče priključiti dodatnega vira kotacij in novic;
- ni mehanizmov za delo v nacionalni valuti (poročilo na odjemalskem terminalu se vedno generira v angleščini z valuto USD).

MetaTrader 4 je postal priljubljen zaradi možnosti pisanja lastnih trgovalnih skriptov in robotov, ki bi lahko avtomatizirali trgovanje.
MetaTrader 4 lahko uporablja prilagojene kazalnike in programe za trgovanje za avtomatizacijo trgovanja.
Glede na študijo iz septembra 2019 je bila MetaTrader 4 najbolj priljubljena platforma na svetu za trgovanje na Forexu.